# Superbuick
Superbuick — другий студійний альбом хеві-метал гурту Mushroomhead, представлений 13 вересня 1996 року. Ремастеринг-версії більшості пісень були представлені в альбомі XX, спочатку виданого лейблом Eclipse Records, а пізніше Universal Records із незначними змінами та двома додатковими композиціями. У 2002 було представлено перевидання оригінальної версії Superbuick, а також дебютного однойменного альбому та альбому «M3».Деякі основні ритейлери не погодились  продавати ці платівки, тому продажі здійснювались під час концертів гурту.

## Список композицій
| #   | Назва                | Тривалість |
| --- | -------------------- | ---------- |
| 1.  | «Bwomp»              | 6:14       |
| 2.  | «Never Let It Go»    | 4:38       |
| 3.  | «These Filthy Hands» | 5:19       |
| 4.  | «The Wrist»          | 5:16       |
| 5.  | «Chancre Sore»       | 2:35       |
| 6.  | «Flattened»          | 3:40       |
| 7.  | «Big Brother»        | 5:07       |
| 8.  | «Idle Worship»       | 5:12       |
| 9.  | «Fear Held Dear»     | 2:39       |
| 10. | «Unintended»         | 1:40       |
| 11. | «Bwomp»              | 3:49       |